# Raffaele Sergio
Raffaele Sergio (Cava de' Tirreni, 27 agosto 1966) è un dirigente sportivo, allenatore di calcio ed ex calciatore italiano, di ruolo difensore.

## Carriera

### Giocatore
Cresciuto nel club della sua città, veste le maglie anche di Benevento, Mantova sempre nei campionati di C1 e C2. Passa poi alla Lazio nel 1989 con cui esordisce in Serie A e ottiene anche la sua unica convocazione in nazionale nel 1991, senza però scendere in campo.
Nel 1992 passa al Torino dove rimane due stagioni, conquistando una Coppa Italia. Colleziona poi esperienze con l'Ancona tra i cadetti, con l'Udinese in massima serie, prima di congedarsi dal calcio giocato militando in 3 squadre campane, cioè il Napoli, nuovamente il Benevento ed infine alla Cavese, squadra della sua città con la quale ha esordito nel calcio professionistico.

### Allenatore
Rimane nel mondo del calcio inizialmente come direttore sportivo per il Foggia e poi per il Benevento, dove avrà una breve esperienza da allenatore in qualità di traghettatore. Poi siede sulle panchine di Campobasso e Nocerina.
Dal 2008 al 2010 è allenatore dell'Aversa Normanna, società con cui conquista la vittoria nel campionato di Serie D 2007-2008 raggiungendo la promozione in Serie C2 e vincendo anche lo Scudetto Dilettanti.
Alla fine del campionato di Serie D 2010-2011 subentra a Rosolino Puccica alla guida della Viterbese, ma dopo una giornata nella stagione successiva viene sollevato dall'incarico per divergenze con la società.
Dedicatosi al calcio giovanile, dal 2019 riceve in gestione lo Stadio Karol Wojtyła di Nocera Superiore e due anni dopo fonda la ASD Nocera Superiore, della quale diviene Consulente Tecnico.

## Palmarès

### Giocatore
- Campionato italiano Serie C2: 1

Mantova: 1987-1988
- Coppa Italia: 1

Torino: 1992-1993

### Allenatore
- Scudetto Dilettanti: 1

San Felice Normanna: 2007-2008